# Уран-9
«Уран-9» — російський бойовий багатофункціональний робототехнічний комплекс (безпілотний наземний транспортний засіб), на гусеничному рушію, розроблений та вироблений ВАТ «766 УПТК» (нині концерн «Калашников»), просувається та пропонується «Рособоронекспортом» на міжнародному ринку. Згідно з повідомленням «Рособоронекспорту», комплекс призначений для ведення зведених бойових, розвідувальних і антитерористичних дій з дистанційною розвідкою та вогневою підтримкою.
Озброєння складається з протитанкової керованої ракети М30-М3 модифікації 2А72 фірми «Імпульс-2» (Севастополь), чотирьох ПТРК типу «Атака» чи іншого типу, а також ПЗРК «Ігла» чи «Стріла», зенітної ракети, камери ІЧ-сенсорів, лазерного далекоміра та інших засобів виявлення.

## Історія
«Уран-9» розроблено та виробляється нахабінським «766-м управлінням виробничо-технологічної комплектації» (ВАТ «766 УПТК») в Росії.
Варіант комплексу пропонується «Рособоронекспортом» в РФ та на міжнародному ринку зброї. За даними «Рособоронекспорту», система призначена для виконання комбінованих бойових, розвідувальних та контртерористичних завдань. Озброєння включає 30-мм гармату 2А72, чотири ПТУР «Атака» та 12 реактивних вогнеметів «Джміль-М».
Зразки комплексу брали участь у загальновійськових навчаннях «Схід-2018»" та Захід-2021 у серпні 2021 року.
У січні 2019 року «Уран-9» було прийнято на озброєння російської армії. Уран-9 вперше був використаний під час Громадянської війни в Сирії Роботи розвідки та вогневої підтримки «Уран-9» і «Нерехта» вперше були задіяні в чергових з'єднаннях під час навчань «Захід-2021».
Комплекс брав участь у парадах на День Перемоги 2021 та 2022 років: їх везли на кузові вантажівки, а датчики були відсутні.

## Критика

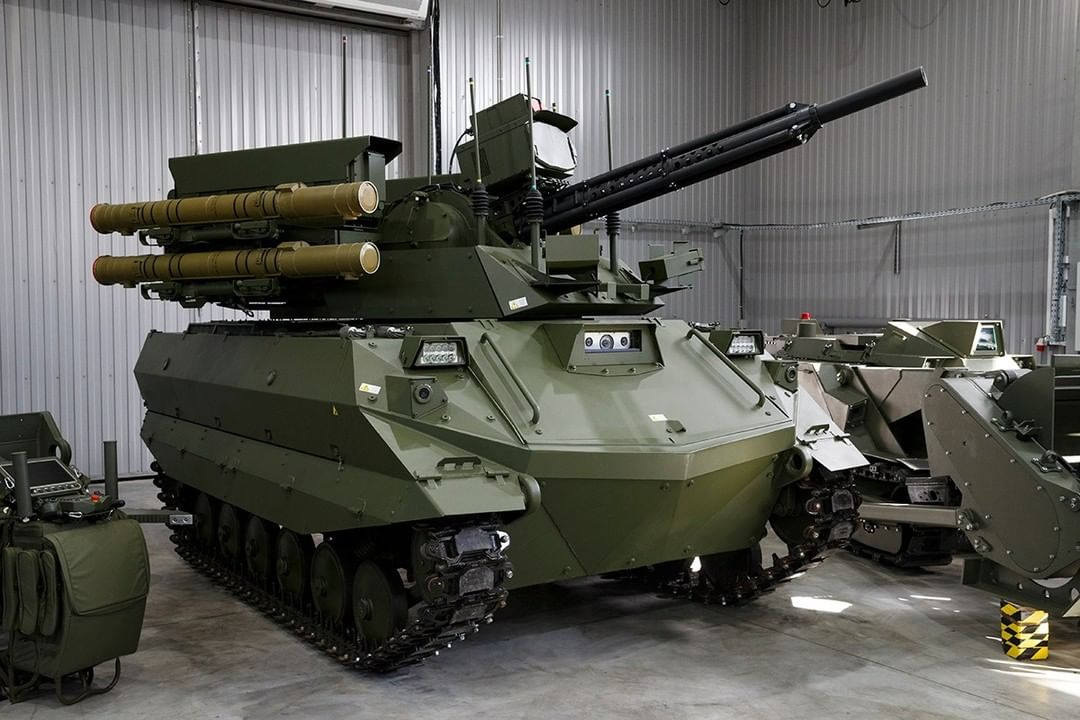
Бойовий робот «Уран-9»

Згідно інформації в доповіді 3-го центрального науково-дослідного інституту Міноборони Росії, яка опинилася в розпорядженні РІА «Новини», бойові випробування комплексу в Сирії виявили недоліки в його управлінні, маневреності, вогневої потужності, розвідувальних та спостережних функціях .
У квітні 2019 року заступник начальника Генерального штабу генерал-лейтенант Ігор Макушев заявив, що розробники усунули всі виявлені в ході експлуатації в Сирії недоліки, і робот готовий до використання у військах РФ .
Військові експерти зазначають, що в Сирії комплекс показав себе «жахливо». Так, сигнал із роботом був втрачений як тільки Уран-9 опинився поза увагою оператора (реальна дальність виявилася в межах 300—500 метрів), були проблеми зі стрільбою з 30-мм гармати, робот не зміг стріляти в русі через нестабілізований приціл. Також гусениці Уран-9 виявилися малонадійними та потребували частого ремонту в польових умовах

## Галерея

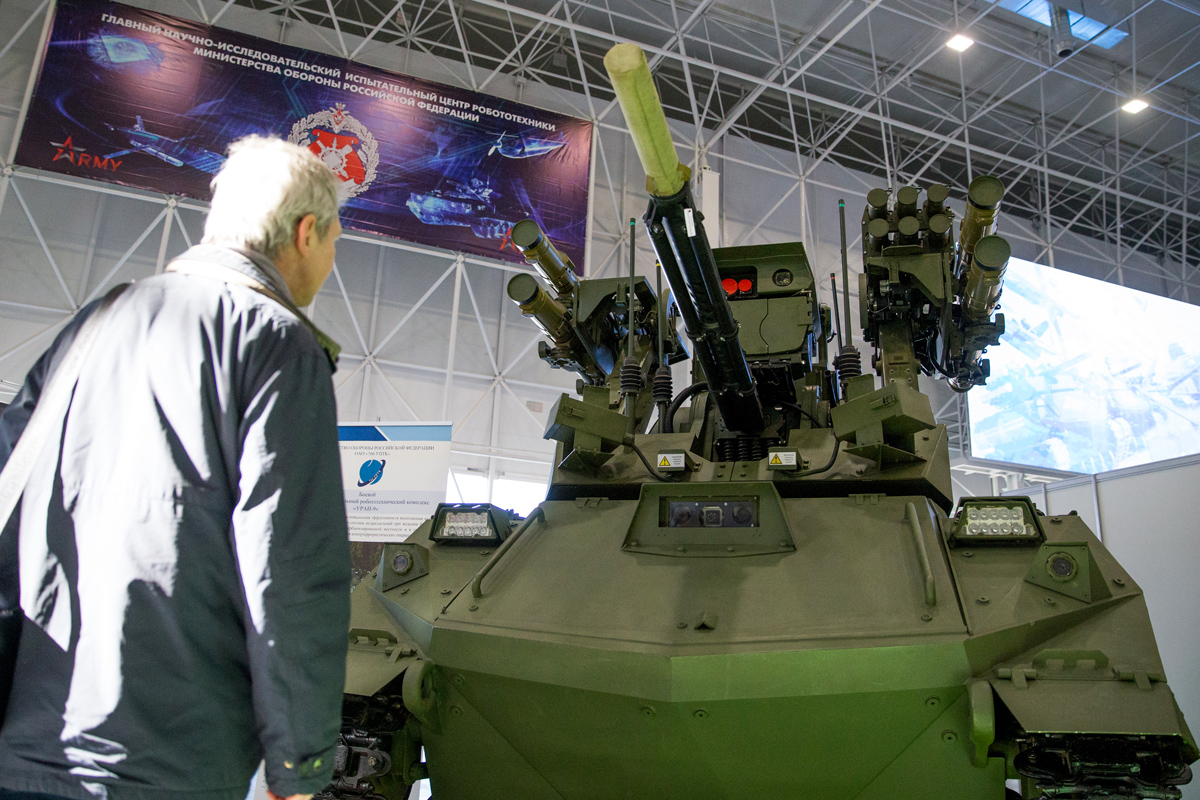
Демонстрація Урану-9
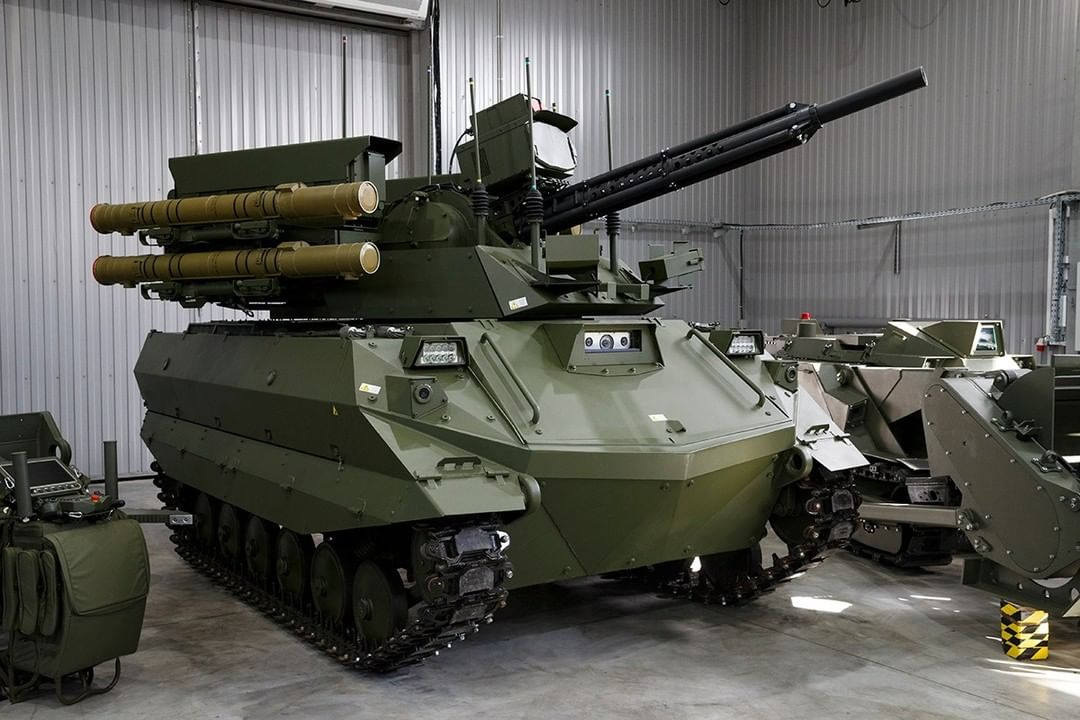
Бойовий робот Уран-9.
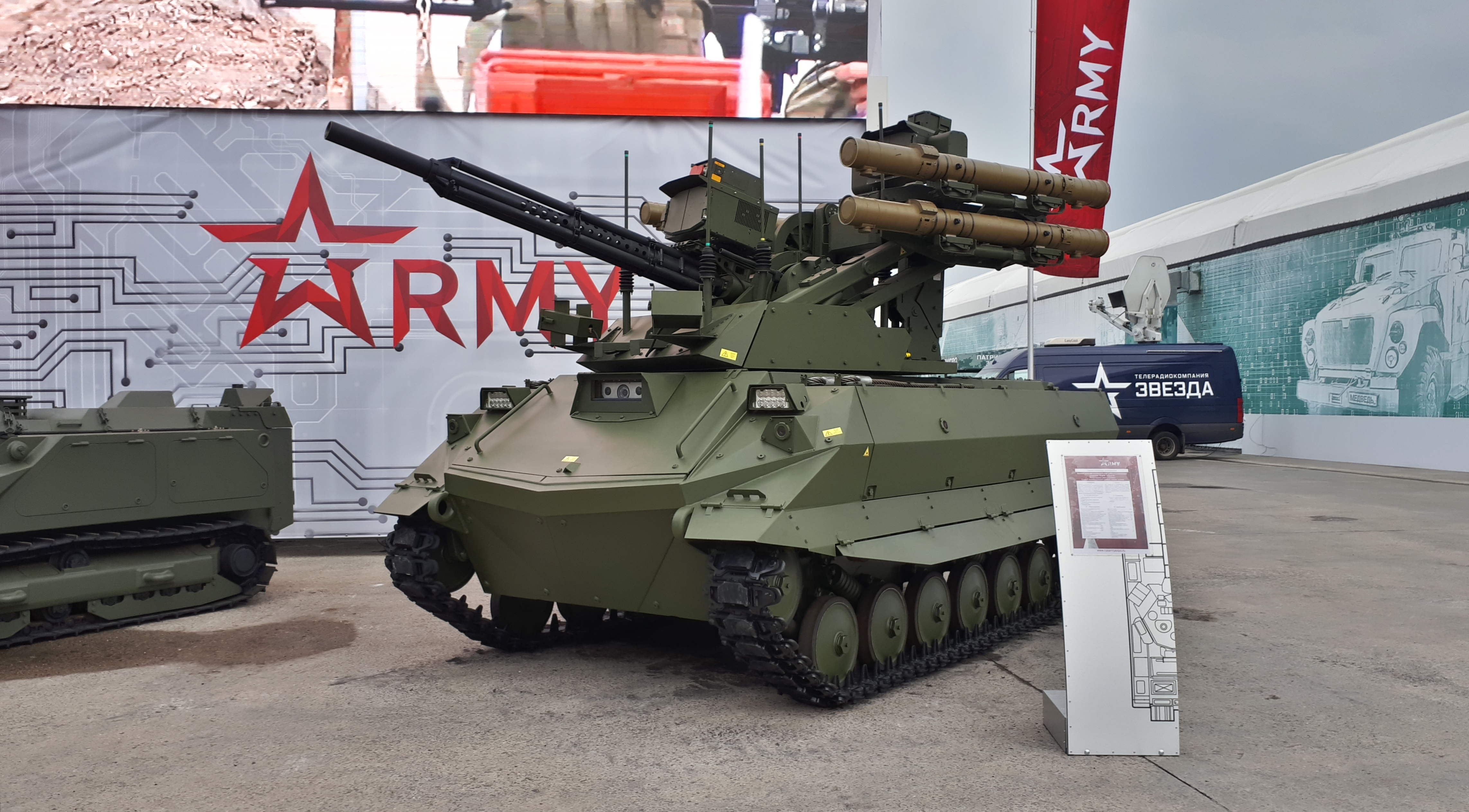
Серійна бойова модель.